# Urs Dellsperger
Urs Dellsperger (15 de septiembre de 1963) es un deportista suizo que compitió en duatlón.
Ganó tres medallas en el Campeonato Mundial de Duatlón entre los años 1993 y 1995, y cinco medallas en el Campeonato Europeo de Duatlón entre los años 1992 y 1996. Además, obtuvo una medalla en el Campeonato Mundial de Duatlón de Larga Distancia de 1997.

## Palmarés internacional
| Campeonato Mundial | Campeonato Mundial          | Campeonato Mundial | Campeonato Mundial |
| Año                | Lugar                       | Medalla            | Prueba             |
| ------------------ | --------------------------- | ------------------ | ------------------ |
| 1993               | Arlington ( Estados Unidos) | Medalla de plata   | Individual         |
| 1994               | Hobart ( Australia)         | Medalla de plata   | Individual         |
| 1995               | Cancún ( México)            | Medalla de plata   | Individual         |
| Campeonato Europeo |                             |                    |                    |
| Año                | Lugar                       | Medalla            | Prueba             |
| 1992               | Madrid ( España)            | Medalla de bronce  | Individual         |
| 1993               | Königslutter ( Alemania)    | Medalla de oro     | Individual         |
| 1994               | Vuokatti ( Finlandia)       | Medalla de oro     | Individual         |
| 1995               | Veszprém ( Hungría)         | Medalla de oro     | Individual         |
| 1996               | Mafra ( Portugal)           | Medalla de oro     | Individual         |

| Campeonato Mundial | Campeonato Mundial | Campeonato Mundial | Campeonato Mundial |
| Año                | Lugar              | Medalla            | Prueba             |
| ------------------ | ------------------ | ------------------ | ------------------ |
| 1997               | Zofingen ( Suiza)  | Medalla de oro     | Individual         |